# Міра Потконен
Міра Потконен (фін. Mira Potkonen, 17 листопада 1980 ) — фінська боксерка, олімпійська медалістка, призерка чемпіонату світу. 
Бронзову олімпійську медаль виборола на Іграх 2016 року в Ріо-де-Жанейро у ваговій категорії до 60 кг.

## Виноски
1. 1 2  Mira Potkonen
2. 1 2  Laine T. Heinävesi haluaa muistaa olympiamitalisti Mira Potkosta // Savon Sanomat / за ред. J. Tourunen — Kuopio: 2016. — ISSN 0356-3510; 1798-971X
3. ↑  https://www.sports-reference.com/olympics/athletes/po/mira-potkonen-1.html
4. ↑  POTKONEN Mira. Rio2016.com. Архів оригіналу за 6 серпня 2016. Процитовано 12 серпня 2016.